# 마녀유희
《마녀유희》는 2007년 3월 21일부터 2007년 5월 10일까지 방영된 SBS 수목 드라마이다.

## 등장 인물

### 주요 인물
- 한가인 : 마유희 역 (아역 박보영) - 광고회사 대표, 그룹 후계자
- 재희 : 채무룡 역 - 요리사 지망생
- 김정훈 : 유준하 역 - 유학파 심장 전문의, 유희의 대학 선배
- 전혜빈 : 남승미 역 - 무룡의 여자친구, 레스토랑 지배인
- 데니스 오 : 조니 크루거 역 - 프렌치 요리 전문가

### 주변 인물
- 변희봉 : 마충포 역 - MJ그룹 회장, 유희의 아버지
- 강산 : 마파란 역 - 유희의 이복동생
- 안석환 : 채병서 역 - 무룡의 아버지
- 송옥숙 : 금복주 역 - 무룡의 어머니
- 조계형 : 채송화 역 - 무룡의 동생
- 황지현 : 한세라 역 - 유희의 대학 동창
- 이채영 : 마리 역 - 요리사 보조
- 성동일 : 이 팀장 역 - 광고 회사 AE

### 그 외 인물
- 김시덕
- 채태석